# Droga I/62 (Czechy)
Droga krajowa 62 (cz. Silnice I/62) – droga krajowa w Czechach. Trasa przez całą swoją długość - od miasta Ústí nad Labem przez Děčín aż do dawnego przejścia granicznego w rejonie miejscowości Hřensko biegnie wzdłuż koryta Łaby. Na odcinku Ústí nad Labem - Děčín jest fragmentem szlaku E442.